# Barbara (Palestyna)
Barbara – dawna palestyńska wieś położona 17 km na północny wschód od Gazy, w pobliżu Aszkelonu. Została zajęta przez Izrael podczas wojny arabsko-izraelskiej w 1948 roku.

## Historia
Według arabskiego geografa Mudżir al-Dina (1456–1522), wieś była domem dla muzułmańskiego uczonego Jusufa al-Barbarawi, miejscowego mędrca a ucznia innego szanowanego uczonego, Ahmada ibn Dawud, który zmarł w 1323 roku.
W 1883 roku Palestine Exploration Fund w Survey of Western Palestine opisała Barbarę jako prostokątną wieś, otoczoną ogrodami i dwoma stawami. Piasek wdzierający się z wybrzeża został zatrzymany przez kaktusowe żywopłoty w ogrodach. Na wschód od wioski były gaje oliwne.
W spisie ludności Palestyny z 1922, przeprowadzonym przez władze brytyjskiego mandatu, Barbara liczyła 1369 mieszkańców, wszystkich muzułmanów. Liczba ta wzrosła w spisie w 1931 roku do 1546 osób w 318 budynkach mieszkalnych.
W statystykach z 1945 ludność Barbary składała się z 2410 muzułmanów, a powierzchnia wsi wynosiła 13 978 dunamów. Z tego 132 dunamy przeznaczono na cytrusy i banany, 2 952 na plantacje i grunty nawadniane, 9 615 na zboża, a 70 dunamów stanowiły obszary zabudowane.
Pod koniec okresu mandatu brytyjskiego meczet zbudowany po roku 1500 nadal stał, a centrum wsi zawierało wiele sklepów. Szkoła podstawowa powstała w 1921, a w 1947 liczyła 252 uczniów. Barbara była również znana z długich dywanów, al-mazawid, które były tkane przez kobiety z wioski.

Po wojnie w latach 1947–49 obszar został włączony do państwa Izrael, a moszawy o nazwach Mawki’im i Talme Jafe zostały założone na terenie dawnej wioski. Palestyński historyk Walid Chalidi tak opisał to miejsce:

Pokruszone ściany i szczątki domów to wszystko, co pozostało z budynków wsi.Szczątki porastają ciernie. Na miejscu rosną także stare drzewa eukaliptusowe i jaworowe oraz kaktusy. Niektóre stare ulice są wyraźnie widoczne. Jeden obszar służy jako wysypisko śmieci i złomowisko starych samochodów. Okoliczne ziemie są obsadzone kukurydzą przez izraelskich rolników